# Liste der Kategorie-A-Bauwerke in Dundee

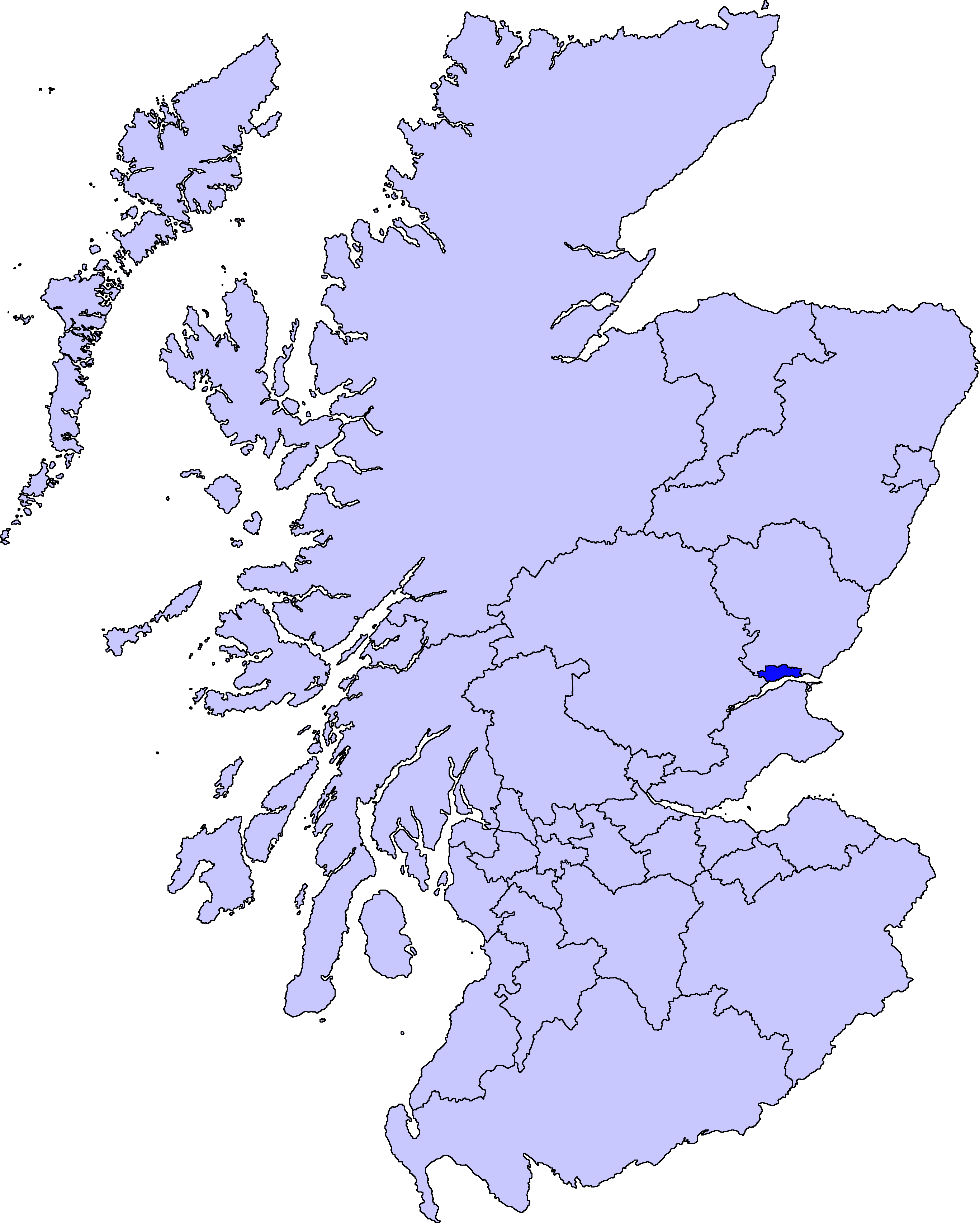
Lage von Dundee in Schottland

Die Liste der Kategorie-A-Gebäude in Dundee umfasst sämtliche in der Kategorie A eingetragenen Baudenkmäler in der schottischen Council Area Dundee. Die Einstufung wird anhand der Kriterien von Historic Scotland vorgenommen, wobei in die höchste Kategorie A Bauwerke von nationaler oder internationaler Bedeutung einsortiert sind. In Dundee sind derzeit 77 Bauwerke in der Kategorie A gelistet.
| Name                                | Lage                            | Typ                        | Eintrag | Bild                                               |
| ----------------------------------- | ------------------------------- | -------------------------- | ------- | -------------------------------------------------- |
| Benvie Mill                         | 56° 28′ 14,5″ N, 3° 5′ 32″ W    | Mühle                      | 10864   |                                                    |
| Gray House                          | 56° 28′ 34,7″ N, 3° 4′ 36″ W    | Herrenhaus                 | 12858   | Gray House                                         |
| Powrie Castle                       | 56° 29′ 59,3″ N, 2° 56′ 30″ W   | Burgruine                  | 19019   | Powrie Castle                                      |
| Camperdown Dock                     | 56° 27′ 47,9″ N, 2° 57′ 13,7″ W | Dock                       | 24923   | Camperdown Dock                                    |
| Habour Warehouse                    | 56° 27′ 47,7″ N, 2° 57′ 25,9″ W | Speicher                   | 24932   | Habour Warehouse                                   |
| McManus Galleries                   | 56° 27′ 45,2″ N, 2° 58′ 15,8″ W | Museum                     | 24939   | McManus Galleries                                  |
| Logie Works                         | 56° 27′ 43,1″ N, 2° 59′ 19,6″ W | Mühle                      | 24956   | Logie Works                                        |
| Werkstätten des Panmure Shipyards   | 56° 27′ 36,2″ N, 2° 57′ 38,3″ W | Werkstätten                | 24957   | Werkstätten des Panmure Shipyards (rechts im Bild) |
| Maschinenhaus der Tay Works         | 56° 27′ 44,3″ N, 2° 58′ 47,9″ W | Industriebauwerk           | 24960   | Maschinenhaus der Tay Works (rechts im Bild)       |
| South Mills                         | 56° 27′ 37,9″ N, 2° 58′ 47,2″ W | Mühle                      | 24965   | South Mills                                        |
| Victoria Dock                       | 56° 27′ 41,9″ N, 2° 57′ 35″ W   | Dock                       | 24971   | Victoria Dock                                      |
| Dundee Royal Infirmary              | 56° 27′ 56,9″ N, 2° 58′ 52,2″ W | Krankenhaus                | 24982   | Dundee Royal Infirmary                             |
| Baxter Park Pavilion                | 56° 28′ 19,7″ N, 2° 57′ 2,8″ W  | Pavillon                   | 24992   | Baxter Park Pavilion                               |
| Castlehill House                    | 56° 27′ 40″ N, 2° 58′ 4,4″ W    | Wohngebäude                | 24993   |                                                    |
| St Paul’s Cathedral                 | 56° 27′ 39,4″ N, 2° 58′ 4,7″ W  | Kirche                     | 24997   | St Paul’s Cathedral                                |
| Edward Street Mill                  | 56° 27′ 41,1″ N, 2° 59′ 25,1″ W | Mühle                      | 25003   |                                                    |
| Tay Works                           | 56° 27′ 43,6″ N, 2° 58′ 44,6″ W | Industriebauwerk           | 25030   | Tay Works                                          |
| High Mill                           | 56° 28′ 21,4″ N, 3° 0′ 23,7″ W  | Mühle                      | 25041   | High Mill                                          |
| Cox’s Stack                         | 56° 28′ 22″ N, 3° 0′ 12,5″ W    | Kamin                      | 25044   | Cox’s Stack                                        |
| Fintry Castle                       | 56° 29′ 7,7″ N, 2° 57′ 29,3″ W  | Burg                       | 25066   | Fintry Castle                                      |
| 51–65 Commercial Street             | 56° 27′ 42,1″ N, 2° 58′ 6,1″ W  | Geschäftsgebäude           | 25071   | 51–65 Commercial Street                            |
| 73–99 Commercial Street             | 56° 27′ 44″ N, 2° 58′ 10,8″ W   | Geschäftsgebäude           | 25075   |                                                    |
| Camperdown House                    | 56° 29′ 4,1″ N, 3° 2′ 33,8″ W   | Herrenhaus                 | 25078   | Camperdown House                                   |
| Lower Dens Works                    | 56° 27′ 55,9″ N, 2° 57′ 46″ W   | Mühle                      | 25093   | Lower Dens Works                                   |
| 68–110 Commercial Street            | 56° 27′ 43,2″ N, 2° 58′ 11,9″ W | Geschäftsgebäude           | 25099   | 68–110 Commercial Street                           |
| Upper Dens Mill                     | 56° 27′ 57,7″ N, 2° 57′ 45,9″ W | Mühle                      | 25101   |                                                    |
| Seafield Works                      | 56° 27′ 17″ N, 2° 59′ 38″ W     | Industriebauwerk           | 25111   |                                                    |
| Claverhouse Bleachworks             | 56° 29′ 30,9″ N, 2° 57′ 46,1″ W | Industriebauwerk           | 25112   |                                                    |
| Verdant Works                       | 56° 27′ 41,8″ N, 2° 58′ 59″ W   | Mühle                      | 25140   | Verdant Works                                      |
| Exchange Coffee House               | 56° 27′ 36,6″ N, 2° 58′ 2,3″ W  | Geschäftsgebäude           | 25150   | Exchange Coffee House                              |
| High School of Dundee               | 56° 27′ 46,6″ N, 2° 58′ 23″ W   | Schule                     | 25177   | High School of Dundee                              |
| Margaret Harris Building            | 56° 27′ 45,1″ N, 2° 58′ 26,2″ W | Schule                     | 25189   |                                                    |
| 25–27 Trades Lane                   | 56° 27′ 46″ N, 2° 57′ 57,9″ W   | Speicher                   | 25194   | 25–27 Trades Lane                                  |
| Dudhope Castle                      | 56° 27′ 51,4″ N, 2° 59′ 1,9″ W  | Herrenhaus                 | 25195   | Dudhope Castle                                     |
| Gardyne’s Land                      | 56° 27′ 39,6″ N, 2° 58′ 10,9″ W | Wohn- und Geschäftsgebäude | 25239   | Gardyne’s Land                                     |
| 74–76 High Street                   | 56° 27′ 39,8″ N, 2° 58′ 10,4″ W | Geschäftsgebäude           | 25243   |                                                    |
| 77–80 High Street                   | 56° 27′ 41″ N, 2° 58′ 9,7″ W    | Geschäftsgebäude           | 25247   |                                                    |
| Caird Hall                          | 56° 27′ 35,7″ N, 2° 58′ 7,1″ W  | Veranstaltungsgebäude      | 25258   | Caird Hall                                         |
| St Andrew’s Church                  | 56° 27′ 52,5″ N, 2° 58′ 5,2″ W  | Kirche                     | 25279   | St Andrew’s Church                                 |
| Clepington Primary School           | 56° 28′ 22,2″ N, 2° 57′ 32,7″ W | Schule                     | 25280   | Clepington Primary School                          |
| Morgan Academy                      | 56° 28′ 28,7″ N, 2° 57′ 14,7″ W | Schule                     | 25288   | Morgan Academy                                     |
| The Howff                           | 56° 27′ 41,3″ N, 2° 58′ 22,3″ W | Friedhof                   | 25312   | The Howff                                          |
| St Salvador’s Episcopal Church      | 56° 28′ 12,1″ N, 2° 58′ 17,8″ W | Kirche                     | 25314   |                                                    |
| St Mary’s Roman Catholic Church     | 56° 28′ 15,1″ N, 3° 0′ 29,2″ W  | Kirche                     | 25338   |                                                    |
| Invergowrie House                   | 56° 27′ 40,9″ N, 3° 2′ 13,4″ W  | Herrenhaus                 | 25369   |                                                    |
| St Mary’s Tower                     | 56° 27′ 33,8″ N, 2° 58′ 23,3″ W | Turm                       | 25370   | St Mary’s Tower                                    |
| Steeple Church                      | 56° 27′ 34,1″ N, 2° 58′ 22″ W   | Kirche                     | 25374   | Steeple Church                                     |
| Old St Paul’s and St David’s Church | 56° 27′ 34,5″ N, 2° 58′ 20,6″ W | Kirche                     | 25378   | Old St Paul’s and St David’s Church                |
| Dundee Parish Church                | 56° 27′ 34,7″ N, 2° 58′ 19,5″ W | Kirche                     | 25382   | Dundee Parish Church                               |
| 133–139 Nethergate                  | 56° 27′ 26,4″ N, 2° 58′ 34″ W   | Wohn- und Geschäftsgebäude | 25402   | 133–139 Nethergate                                 |
| 136–148 Nethergate                  | 56° 27′ 28,1″ N, 2° 58′ 27,8″ W | Wohngebäude                | 25451   | 136–148 Nethergate                                 |
| Nethergate House                    | 56° 27′ 25,8″ N, 2° 58′ 31,2″ W | Villa                      | 25458   |                                                    |
| The Vine                            | 56° 27′ 11,9″ N, 2° 59′ 13,1″ W | Villa                      | 25469   | The Vine                                           |
| Coldside Branch Public Library      | 56° 28′ 29,6″ N, 2° 58′ 50,4″ W | Bibliothek                 | 25494   | Coldside Branch Public Library                     |
| Magdalen Green Bandstand            | 56° 27′ 11″ N, 2° 59′ 40,9″ W   | Pavillon                   | 25499   | Magdalen Green Bandstand                           |
| Royal Exchange                      | 56° 27′ 47,6″ N, 2° 58′ 14,9″ W | Geschäftsgebäude           | 25507   | Royal Exchange                                     |
| India Buildings                     | 56° 27′ 49,6″ N, 2° 58′ 18,6″ W | Geschäftsgebäude           | 25515   | India Buildings                                    |
| Seymour Lodge                       | 56° 27′ 24,7″ N, 2° 59′ 58,9″ W | Villa                      | 25542   | Seymour Lodge (im Bild links)                      |
| 1–27 South Tay Street               | 56° 27′ 29,4″ N, 2° 58′ 32,3″ W | Wohngebäude                | 25546   |                                                    |
| St Mark’s Church                    | 56° 27′ 22″ N, 2° 59′ 7,5″ W    | Kirche                     | 25601   | St Mark’s Church                                   |
| McCheyne Memorial Church            | 56° 27′ 22,5″ N, 2° 59′ 44″ W   | Kirche                     | 25603   | McCheyne Memorial Church                           |
| Greywalls                           | 56° 27′ 19,9″ N, 3° 0′ 18,4″ W  | Villa                      | 25617   |                                                    |
| Altes Zollhaus                      | 56° 27′ 40,8″ N, 2° 57′ 50,8″ W | öffentliches Gebäude       | 25673   | Altes Zollhaus von Dundee                          |
| 1–32 Springfield                    | 56° 27′ 24,4″ N, 2° 59′ 8,8″ W  | Wohngebäude                | 25678   |                                                    |
| Tay Railway Bridge                  | 56° 26′ 16,5″ N, 2° 59′ 16,8″ W | Brücke                     | 25681   | Tay Railway Bridge                                 |
| Balmossie Viaduct                   | 56° 28′ 55,3″ N, 2° 50′ 32,3″ W | Brücke                     | 25739   |                                                    |
| Bahnhof Broughty Ferry              | 56° 28′ 2,8″ N, 2° 52′ 24″ W    | Bahnhof                    | 25823   | Bahnhof Broughty Ferry                             |
| St Luke’s and Queen Street Church   | 56° 28′ 10,1″ N, 2° 52′ 59,7″ W | Kirche                     | 25885   | St Luke’s and Queen Street Church                  |
| Eastern Primary School              | 56° 28′ 4,4″ N, 2° 52′ 6,1″ W   | Schule                     | 25887   | Eastern Primary School                             |
| East Bridge                         | 56° 29′ 4,9″ N, 2° 52′ 19,2″ W  | Brücke                     | 25892   | East Bridge                                        |
| West Bridge                         | 56° 28′ 59,9″ N, 2° 52′ 39,8″ W | Brücke                     | 25893   |                                                    |
| Pitkerro Lodge                      | 56° 29′ 23,1″ N, 2° 53′ 23,1″ W | Wohngebäude                | 25894   | Pitkerro Lodge                                     |
| Pitkerro House                      | 56° 29′ 32,5″ N, 2° 53′ 22,3″ W | Herrenhaus                 | 25895   |                                                    |
| St Stephen’s and West Church        | 56° 28′ 4,5″ N, 2° 52′ 54,5″ W  | Kirche                     | 25932   | St Stephen’s and West Church                       |
| Red Court                           | 56° 28′ 18,3″ N, 2° 54′ 6,6″ W  | Villa                      | 25938   |                                                    |
| Beachtower                          | 56° 28′ 9,7″ N, 2° 54′ 23,1″ W  | Villa                      | 25947   |                                                    |
| Aystree                             | 56° 28′ 16,4″ N, 2° 53′ 11,3″ W | Villa                      | 25950   |                                                    |